# Atlántida (opera)

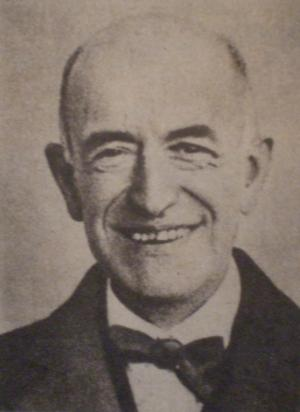
Manuel de Falla

Atlántida (Atlantis) är en opera (scenkantat) i prolog och tre akter med musik av Manuel de Falla. Libretto av tonsättaren efter dikten L'Atlàntida av Jacint Verdaguer (1877). 

## Historia
1926 läste Fall den katalanska författaren Verdaguers episka dikt L'Atlàntida och två år senare började han arbeta på att tonsätta delar av den. Trots att han använde sig av den katalanska texten valde han dess kastilianska titel Atlántida. Under arbetets gång utvidgades verket, svårigheter tillstötte och operan förblev ofullbordad. När Falla emigrerade till Argentina 1936 tog han med sig operan och arbetade vidare trots att hans hälsa försämrades. Efter Fallas död 1946 ombads hans elev Ernesto Halffter att slutföra arbetet med operan. Prologen var klar och orkestrerad förutom några takter, Del 1 var komplett och delvis orkestrerad, och Del 3 så gott som klar. Men Del 2 var ett enda kaos med skisser och olika versioner som behövdes redas ut ordentligt. Efter flera års arbete gavs en konsertant version av operan den 24 november 1961 i Liceu i Barcelona med sopranen Victoria de los Angeles som Isabel. 
Efter att operan hade spelats på La Scala i Milano året därpå drog Halftter tillbaka partituret för fortsatta bearbetningar och kompletteringar. Inte förrän 1976 gavs en förkortad "slutlig" version i konsertant form i Luzern. Ännu en gång bearbetade Halftter operan och tillfogade ytterligare tjugo minuter musik. Denna version spelades in på skiva av EMI och gavs i Madrid 1977.

## Personer
- Corifeu (baryton)
- Drottning Pirene (mezzosopran)
- Drottning Isabel I de Castella (sopran)
- Ärkeängeln (talroll)
- Gerió el Tricèfal I (tenor)
- Gerió el Tricèfal II (tenor)
- Gerió el Tricèfal III (baryton)
- Maia (sopran)
- Aretusa (sopran)
- Celeno (mezzosopran)
- Eriteia (sopran)
- Electra (mezzosopran)
- Esperetusa (mezzosopran)
- Alcione (kontraalt)
- Hovdam (mezzosopran)
- Ett barn (talroll)
- Herakles (mimare)

## Handling
Prolog
En skeppsbruten pojke (den blivande Christofer Columbus) får av en gammal man höra legenden om den mytomspunna sjunkna ön Atlantis som utplånades av Herakles och som låg utanför Spaniens kust. Varför skonades Spanien undan denna naturkatastrof. Den allvetande guden räddade Spanien för kommande storhet genom att binda det vid Pyrenéerna.
Del 1
Mytisk tid. Den vandrande Herakles kommer till Spanien och träffar drottning Pirene som har fördrivits från sitt land av det trehövdade monstret Gerió. Monstret sätter eld på skogen och drottningen dör. Medan hon brinner upp ber hon Herakles att hämnas henne. Med sin klubba bankar han ned bergen och skapar en ny bergskedja (Pyrenéerna). Sedan beger han sig nedåt kusten och grundar en stad (Barcelona) och seglar söderut för att strida mot Gerió.
Del 2
Med hjälp av en magisk båt når Herakles Gades (Cádiz) där monstret väntar på honom. Monstret beordrar Herakles att stjäla de ljuvliga frukterna i Atlantis trädgård. Herakles finner de sju Plejaderna dansande runt ett träd med guldapelsiner. I lövverket döljer sig den giftiga draken Ladon. Herakles slår ihjäl besten som hinner förstöra trädet innan han dör. Plejaderna förgås av sorg och förvandlas till stjärnor. Herakles återvänder till Gades. Atlantis välstånd har orsakat gudomlig svartsjuka. Gud straffar staden med en andra syndaflod.
Del 3
Den vuxne Columbus hör profetiska röster som spår en utvidgning av jordens kända gränser. De beordrar honom att gå till drottning Isabel. I sitt palats i Granada har drottningen haft en dröm om en duva som flög över havet med hennes förlovningsring i näbben. Duvan tappar ringen i vattnet och genast växer blomstrande öar upp. Isabel ger bort sina juveler till Columbus för att köpa "bevingade skepp". Tre skepp uppenbarar sig och Columbus ger sig av över haven. Han ber om lycka. Den sista natten till sjöss är han ensam på däck.